# خانه جدید
خانهٔ جدید (انگلیسی: The New House) عنوان یک نقاشی از هنرمند استرالیایی، جان براک می‌باشد که در سال ۱۹۵۳ طراحی گردید. این نقاشی یک مرد و یک زن را نشان می‌دهد که در مقابل شومینه خود در یک اتاق ایستاده‌اند. نگارخانه نیو ساوت ولز در سال ۲۰۱۳ و با پرداخت مبلغ ۱/۶ میلیون دلار استرالیا، این اثر را تحت مالکیت خود قرار داد.